# 自我消耗
自我消耗（じがしょうもう、英: Ego depletion）とは、セルフコントロールや意志力は、使うとなくなる精神的なリソースの限られたプールを利用しているという考えを指す。精神的活動のためのエネルギーが低下したとき、セルフコントロールははっきりと弱っており、自我消耗の状態にあるとされる。特に、自我消耗の状態を経験することは、後に自分をコントロールする能力を弱らせる。セルフコントロールを要する（精神を）枯渇させるようなタスクは、その後のセルフコントロールを要するタスクを阻害する効果をもつことがある。そのタスクが明らかに無関係の場合でもそうである。セルフコントロールは自己が個人レベルまたは対人関係レベルで機能する上で大切な役割を担っている。したがって、自我消耗は実験心理学、特に社会心理学においてクリティカルなトピックである。なぜなら自我消耗は人間のセルフコントロールのプロセスの理解に貢献するメカニズムだからである。理論としての自我消耗の妥当性を支持する研究と、疑問視する研究の両方がある。
「自我消耗」の「自我」の語は口語的な意味ではなく、「心理学的」な意味で使われている。
いくつかのメタ分析と研究は自我消耗効果の大きさと存在を疑っている。それら後から行われた研究の最終的な妥当性は全般的に合意されていない。Martin HaggerとNikos Chatzisrantisは、2010年に自我消耗の存在を支持するようなメタ分析を公開したが、後に事前登録制の23のラボでの再現性研究を行い、そこでは自我消耗の効果は見つからなかった。

## 初期の実験的エビデンス
アメリカ人社会心理学者のロイ・バイマウスターと彼の同僚はセルフコントロールは筋肉のように強化されるし疲労もすると記述するモデルを提示した。その研究者たちは、最初の段階のセルフコントロールの「筋肉」の使用は後のタスクにおいて強度の低下、すなわち自我消耗につながるとした。後の実験での発見はこのセルフコントロールと自我消耗の筋肉モデルを支持した。
バイマウスターとEllen BratslavskyとMark MuravenとDianne Ticeによる1998年の鍵となる実験は、自我消耗が多様な文脈や状況で効果を持つという初期のエビデンスのいくつかを示した。彼らは最初にチョコレートの誘惑に抵抗した人々は、その後に難しいイライラするパズルのタスクをやり通す能力がより低くなっていることを示した。彼らはこの効果を事前のお菓子の誘惑に耐えたことによる自我消耗に起因させた。加えて、人々が自発的に彼ら自身の信念（考え）に反するものを含むスピーチを行った場合、人々はパズルのタスクをやり通す能力がより低くなっていることも示された。この効果は人々が選択肢を与えられず、考えに反するスピーチを書くように「強制された」場合はそれほど強くなかった。したがって、研究者たちは選択行為と考えに反する行動は同じ限られた資源のプールを利用していると提唱した。考えに反するスピーチをすることは自我消耗を生み出すと期待されたが、選択の要素を持ち込むことが感じられた消耗のレベルをさらに高めた。これらの発見は異なる状況での自我消耗の効果を示し、自我消耗が文脈固有ではないかもしれないことを強調した。この実験は、研究者が意志力の強さモデルのエビデンスを示した過去の研究で提案されていたアイデアを統合した点でクリティカルだった。この研究によって、バイマウスターと彼の同僚は自我消耗の最初の直接的な実験エビデンスを提供し、この主題の研究領域を創始した。

## 生理学的原因
セルフコントロールに必要とされるエネルギーの特定の形としてのグルコースの役割は研究者によって調査されてきた。グルコースは、多くの食品の中にある糖であるが、身体と脳にとってきわめて重要な燃料である。複数の実験がセルフコントロールの消耗を血糖値の低下と結びつけ、セルフコントロールのパフォーマンスはグルコースの摂取により回復すると主張した。しかし、いくつかの発見は後に疑問視された。最近のいくつかの実験では、リソースの消耗効果は甘い飲み物を味わうだけ（飲み込まず摂取しない）でも逆転するとされており、甘い飲み物には報酬的な性質がある可能性がある。他の研究は（人工甘味料ではない）糖の味が心理生理学的なシグナリング効果を持つと主張している。
SegertromとSolberg Nesによる実験はHRV（心拍数の変動）が自我消耗のしるしであり、タスクの前のセルフコントロール力の指標であることを示した。
セルフコントロールの失敗と結びついた根底にある神経プロセスは最近神経生理学の技術を用いて調査されている。精神コントロールの認知と神経科学モデルによれば、「葛藤モニタリング/エラー検出システム」が意図したゴールと実際の行動のあいだの矛盾を特定している。 エラー関連陰性電位 (ERN) シグナルはイベントに関連した電位の波形であり、個人がさまざまな心理学的タスクでエラーを犯したときに前帯状皮質に現れる。脳波(EEG)の記録により、InzlichtとGutsellは感情抑制タスクを受けた個人は、感情抑制タスクを受けなかった個人よりも弱いERNシグナルを見せることを発見した。
これらの発見はセルフコントロールを行使した後の消耗は葛藤モニタリングを担当する神経メカニズムを弱めるという以前のエビデンスを説明している。
自我消耗研究の大部分は大学生に対して行われてきており、結果が実際どれだけ一般化できるのかについての懸念を生んできた。年齢の影響は不明であるが、セルフコントロールに関わる脳の部位が20歳台の半ばまで発達を続けることを考えると、より若年層では自我消耗効果に影響されやすいかもしれない。たとえば最近の研究は、40歳以上の人々は典型的な消耗の操作をうけても自我消耗の状態にならないが、より若い大学生では自我消耗の状態になることを発見した。

## マニフェスト

### 罪悪感と向社会的行動
自我消耗は罪悪感と向社会的行動に結びつけられている。罪悪感は不快なものだが、適応的な人間関係を促進するのに不可欠である。罪悪感をもつことは人が過去にしたことと振舞いを振り返る能力に依存する。自我消耗はそのような反省を行う能力を妨げ、よって罪悪感をもつのを難しくすると示されている。罪悪感は典型的に向社会的行動を導くため、自我消耗は罪悪感を持つ良心から生じる善行を減らす。Xuと同僚が行った研究で、参加者は動物屠殺に関する映画を見ながら、感情を抑制するように要求され、消耗状態になった。参加者はそれから自分がミスをすると相手プレイヤーが騒々しい不快なノイズにさらされるゲームをプレイして罪悪感をもたされた。この実験の最後に、参加者は次の参加者のためにお金を残し、また事前寄付をするか選択する機会を与えられた。これらは向社会的行動のものさしである。この研究の結果は自我消耗を経験した人々は消耗してない人々に比べ、罪悪感が弱く寄付額も少ないことを示した。これは自我消耗は人の罪悪感をもつ能力を減らすことで向社会的行動に間接的効果を与えることを示している。

### 知覚された疲労レベル
個人の疲労の知覚レベルは、実際の消耗の状態とは無関係に、そのあとの自己調整を要求するタスクのパフォーマンスに影響することが示されている。この効果は錯覚疲労と呼ばれる。これは参加者が消耗的または非消耗的なタスクに従事して、そして本当に消耗の状態にあるかどうかを決める実験で示された。最終的に、参加者が自分の消耗のレベルが実際の消耗の状態よりも低いと信じさせられたとき、参加者は難しいワーキングメモリタスクをはるかにうまくこなした。このことは疲労の知覚レベルが高くなることは、実際の疲労状態とは無関係に、自己調整パフォーマンスを悪くすることを示す。

### 動機と信念
自我消耗はいくらか衰弱させる結果をもたらす、もっとも顕著には自己調整が弱くなることが示されている。しかし、これらの効果は、一時的には外部の動機付けと無制限の意志力の信念で和らぐことがある。そのような外部の動機の例はBoucherとKofosによって2012年に示された。消耗した参加者はお金のことを思い出せられることで後のセルフコントロールタスクをよりうまくこなした。
キャロル・ドゥエックによる実験と後のロイ・バイマウスターとKathleen Vohsによるに仕事は無限のセルフコントロールへの信念は、自我消耗をずっとではないが少しのあいだ和らげるのに役立つことを示した。疲労になることはないと信じさせられた参加者は二番目のタスクではうまくこなしたが、三番目のタスクでは完全に消耗した。

## 実生活への含意
自我消耗の状態だと、損なわれた個人の自己調整能力は、攻撃的行為などの広い範囲の望ましくない非適応的な行動に関係する。よって、自我消耗を打ち消す知識と戦略はさまざまな実生活の状況において非常に有益である。

### ダイエット
Kathleen VohsとTodd Heathertonによって行われた実験は慢性的ダイエッターと非ダイエッターを考えたときにどのように自我消耗が特に関係があるかを示した。慢性的ダイエッターはいつも欲求に抵抗して食物摂取を制限しようとしている。VohsとHeathertonは食物摂取を制限するタスクは、特に個人が自我消耗の状態である場合に魅力的なスナックに直面すると完遂できなくなるとことを示した。ダイエッターと非ダイエッターは映画を見ているときに感情的な反応を抑えるように指示された。そのあと、参加者は味覚テストのためにアイスクリームを食べるように指示される。主な発見は映画に対する感情的な反応を抑えたダイエッターは、感情的な反応を抑えるように指示されていない人よりも自我消耗を経験した。加えて、その人達はその後の味覚テストのタスクではるかに多くのアイスクリームを食べた。非ダイエッターはこのタスクにおいてダイエッターのような自己調整の失敗を見せなかった。したがって、ダイエット行動自体がリソース消費の形態のようである。ダイエッターは食品摂取を抑えるために非常に多くのエネルギーを使っているが、その努力は圧倒的な誘惑に直面すると損なわれるようである。

### 運動パフォーマンス
研究により競争的アスリートの精神的決断は、簡単な認知タスクを完了したときよりも難しい認知タスクを完了したときに、難しくなることが示された。これは、自我消耗による妨げ効果がその後の認知タスクだけでなく、身体的タスクにも適用できることを示している。

### 消費者行動
消費主義の世界の中で、個人は貴重なエネルギーリソースの使用を要求する決定と選択に直面しており、衝動的で不必要な購入の誘惑に抵抗しながら情報に基づいた購入をしている。消費者はいつも広すぎる選択肢という砲撃を受けている。最良の選択をするため、人はたくさんの製品のさまざまな側面を比較しなければならない。消費者選択の複雑さ自体が自我消耗につながる。これは今度は消費者が続いて行う決断に影響する可能性がある。消費者が消耗したとき、消費者は受動的になりやすく、真の価値に沿わないような衝動的な決断をしてしまう。消費者は市場において異なった価格帯と製品クオリティの選択に直面している。多くの選択肢をもつことで消費者は圧倒され、自我消耗になる。消費者に自分は価値があり製品をもたなくてはいけないと教える広告は精神的疲労とフラストレーションにつながり、製品の購入に屈してしまう。疲労とフラストレーションは、どのお店が一番お買い得か、またその店に辿り着くまでの、製品を購入する方法の特定要件を扱うことからも生じる。人々はそして最も高い製品か安い製品を買うように導かれる。
セルフコントロール力の低い消費者は高いステータスの製品の購入に投資するような影響を受けやすい。同じような消費者はよりやる気や根気があり、製品によりお金を払う傾向がある。これは消費者にエンパワーメント感をもたらす。消費者は再びコントロール感を感じて、自我消耗状態を克服しているかのように感じる。消費者はより高いステータスのブランドを購入するようになる。消費者はブランドが製品にたいしてより有益で安全だと感じるかもしれない。

## 緩和
最近の実験では、前向きな気分を引き起こすことで、その後のパフォーマンスに対する自我消耗の悪影響が和らぐことが示された。前向きな気分はコメディのビデオを見せたり、サプライズギフトをあげるたりすることで引き起こされた。前向きな気分は、人々を自我消耗からより早く回復させ、さらに、自己調整の能力を向上させるようだった。前向きな気分が過去に自己調整タスクに参加していない人々に一般的な利益をもたらすという主張はない。むしろ前向きな気分は個人の消耗した自己調整能力を元に戻す。さらに、この実験的な作業はパフォーマンスが元に戻るメカニズムについて深く考慮していない。前向きな気分が自我消耗を中和しているのか、また前向きなムードが、個人が消耗している状態にもかかわらず動機付けているだけなのかどうかは知られていない。
しかし、（気分介入なしの）自我消耗の効果自体は気分の変動には関係ないことが、気分をコントロールするか、気分の変動を見なかった複数の自我消耗の実験で示されている。よって、前向きな影響はひとが消耗したあとに自我消耗を中和する方法です。

## 理論的説明

### 保存仮説
保存仮説は自我消耗の部分的な説明である。保存仮説は消耗には二種類あるとする：
1. 人が完全に消耗してセルフコントロールできないとき。
2. 人が完全にではなく部分的に消耗しているとき。それでも完全な枯渇を避けるために人はセルフコントロールの努力を減らす[31]。

この見解によると、人々が消耗を感じたとき、そこにはまだエネルギーの蓄えがあり、将来において極端で優先度の高い状況に遭遇した場合に使われる。これはある時点で追加のリソースを消費することが個人のリソースを完全に消耗させるような自己調整やセルフモニタリング行動を要求する予期しない状況において適応的になる。精神エネルギーの予備の貯蔵庫の存在は、なぜさまざまな動機が軽い/中程度の自我消耗の効果を和らげるかを説明する。リソースが低い状態では、個人はこれ以上のエネルギーを行使する動機がない。しかし、もし動機が導入されれば、使い切るための余分のリソースがまだ存在する。したがって、自我消耗は将来の緊急事態で必要となる貴重なリソースを保護するための心理学的な制約として概念化されるかもしれない。軽い消耗下では、人々はまだ彼らの「タンク」に少しのエネルギーを残しており、通常の状況下ではそのタンクにアクセスしない。

## 批判

### 疑問と代わりの説明
セルフコントロールは伝統的に消耗する限られたリソースだと思われてきたが、このモデルに同意しない研究者もいる。複数の研究が自我消耗への支持を提供しているが、現状では自我消耗を直接測定する方法はなく、研究は主に自我消耗を、人々がセルフコントロールタスク（消耗タスク）を行ったあとの二番目のタスクをどのくらいやり通せるかによって観察している。
しかし、多くの自我消耗研究は気分は結果に関係ないことを示した。実際、多くの初期の実験は気分の影響をテストしたが、気分はまったく影響がなかった。さらに、自我消耗の研究と測定は認知的不協和の交絡効果に影響されているかもしれない。研究者は被験者が本当に自我消耗を経験しているのか、それとも被験者は単に心理学的タスクに認知的不協和を感じているのかを疑問視した。

#### プロセスモデル
もっともよく知られたオリジナルのセルフコントロールのモデルの反対に、Michael InzlichtとBrandon J. Schmeichelは代わりの消耗のモデルを提示し、プロセスモデルと呼んである。このプロセスモデルは、最初の意志力の行使は個人の動機をコントロールから離れて満足の方向に向かわせるとした。このプロセスの一部として、人の注意がコントロールの必要を伝えるきっかけから、満足を伝えるきっかけに向かう。InzlichtとSchmeichelはプロセスモデルはセルフコントロールを理解するための出発点を提供し、これらのセルフコントロールに対する認知的、動機的、感情的影響を調べるより多くの研究が必要であると主張した。

### 再現性論争と矛盾するメタ分析
2016年、単一プロトコルを用いた大規模研究(参加者2141人)が世界中の24のラボで行われたが、自我消耗のエビデンスは見つからなかった。
これに応じて、バイマウスターは彼のオリジナルのプロトコルはプロジェクトコーディネーターによって拒否されたと主張し、そして議論が失速した後に、彼はしぶしぶオリジナルの1998年の研究とはある程度違うタスクに同意のみをした。再現の難しさは追加の5つの基本的な自我消耗効果のプロトコル（運用化）でも現れている。
2010年の198の独立したテストのメタ分析は、中から大の平均効果サイズ(d = .6)で効果が有意であることを発見した。この分析は、失敗した研究が出版されなかったことを考慮したとしても、自我消耗の効果が存在しないことは非常にありそうにないと結論した。
2015年のCarterとMcCulloughによる100以上の研究を用いたメタ分析は、2010年のメタ分析は出版バイアスを考慮することに失敗したと主張した。彼らは出版バイアスについての統計エビデンスを示した。出版バイアスを統計的にコントロールすると、効果サイズの推定は小さく(d = .2)、ゼロとの違いは有意でなかった。 Michael Inzlicht と同僚はCarterのメタ分析を称賛したが、バイアス修正のテクニックは正確なコントロールサイズの推定を行うほど正確ではないと主張した。メタ分析に対して、CunninghamとバイマウスターはCarterとMcCulloughの分析はデータ収集と使われた様々な分析にエラーを含むと主張した。
Ulrich Schimmackは出版された研究のメタ分析を行い、ほとんどの研究はランダムサンプリングエラーの助けを借りた場合のみに有意な結果を出していたことを発見した。あまり力のない研究に基づけば、多くの有意でない結果が予想されるが、これらの結果は出版された論文にはなかった。この発見はCarterとMcCulloughが様々な統計方法を用いて出版バイアスを示したメタ分析を裏付けた。また、Schimmackの再現性レポートは少数の自我消耗のエビデンスを提供する力を持った研究を特定した。これらの研究は、自我消耗が独立した複数の実験室で一貫して再現できるかどうかを検証する再現プロジェクトにとって最も有望な研究である。

## 関連文献
- Baumeister, R.F.; Dewall, C.N.; Ciarocco, N.J.; Twenge, JM (2005). “Social Exclusion Impairs Self-Regulation” (PDF). Journal of Personality and Social Psychology 88 (4):  589–604. doi:10.1037/0022-3514.88.4.589. PMID 15796662.
- Bayer, Y. M., & Osher, Y. (2018) Time preference, executive functions, and ego-depletion: An exploratory study. Journal of Neuroscience, Psychology, and Economics. Advance online publication. doi:10.1037/npe0000092
- Hagger, Martin S.; Wood, Chantelle; Stiff, Chris; Chatzisarantis, Nikos L. D. (2010). “Ego Depletion and the Strength Model of Self-Control: A Meta-Analysis”. Psychological Bulletin 136 (4):  495–525. doi:10.1037/a0019486. ISSN 0033-2909. PMID 20565167
- Inzlicht, M.; Schmeichel, B. J. (2012). “What is ego depletion? Toward a mechanistic revision of the resource model of self-control”. Perspectives on Psychological Science 7 (5):  450–463. doi:10.1177/1745691612454134. PMID 26168503.
- Muraven, M.; Baumeister, R. F. (2000). “Self-regulation and depletion of limited resources: Does self-control resemble a muscle?”. Psychological Bulletin 126 (2):  247–259. doi:10.1037/0033-2909.126.2.247. PMID 10748642.
- Muraven, M.; Tice, D. M.; Baumeister, R. F. (1998). “Self-control as a limited resource: Regulatory depletion patterns”. Journal of Personality and Social Psychology（英語版） 74 (3):  774–789. doi:10.1037/0022-3514.74.3.774. PMID 9523419.